# Meopham
Meopham (engelskt uttal: [ˈmɛpəm]) är en ort och civil parish i grevskapet Kent i sydöstra England. Orten ligger i distriktet Gravesham, cirka 8 kilometer söder om Gravesend. Tätorten (built-up area) hade 4 349 invånare vid folkräkningen år 2021.
I civil parishen ligger även orten Culverstone Green.